# Misefa
Misefa község Zala vármegyében, a Zalaegerszegi járásban.

## Fekvése
A néhány utcából álló kistelepülés a zalai dombok között fekszik, a Principális-völgyben, a Keszthelyi-öböltől bő fél órányi autóútra, Zalaegerszegtől 15, Keszthelytől 30, Budapesttől 208 kilométer távolságra. A községen a 7362-es út húzódik végig.

## Történelem
Misefa valószínűleg a 13. században keletkezett magyar falu, első ismert említése Myxefolva, 1352-ből származik. A településnév minden bizonnyal a magyar Mikse személynév és a falva összetételéből, majd elrövidüléséből jött létre.
Népetimológián alapuló helyi legenda szerint onnan ered a név, hogy mivel a falunak sokáig nem volt temploma, egy nagy diófa árnyékában tartották a miséket, és e fát nevezték volna misefának.
Vályi András 1796-os leírása szerint: „MISEFA. Vagy Miskfa. Elegyes falu Szala Várm. földes Urai több Uraságok, lakosai külömbfélék, fekszik Kapornakhoz nem meszsze, és annak filiája, földgye, és szőleje is középszerű.”
A község kastélyát a 19. században misefai Fábiánics Ignác (1809-1894) királyi főtanácsos és főjegyző építtette. A kastélyépület akkor kapta klasszicista pompáját, amikor felsőpataki Bosnyák Géza (1863-1935), az Első Magyar Takarékpénztár egyik alapítója tulajdonában volt.
A községben 2007-ben 282 fő élt és összesen 119 lakás volt.

## Közélete

### Polgármesterei
- 1990–1994: Dr. Sifter Lajos (független)[5]
- 1994–1998: Dr. Sifter Lajos (független)[6]
- 1998–2002: Dr. Sifter Lajos (független)[7]
- 2002–2005: Dr. Sifter Lajos (független)[8]
- 2006–2006: Henczi Béla (független)[9]
- 2006–2010: Henczi Béla (független)[10]
- 2010–2014: Henczi Béla (független)[11]
- 2014–2019: Sifter Róbert (független)[12]
- 2019–2024: Sifter Róbert (független)[13]
- 2024– : Sifter Róbert (független)[1]

A településen 2006. március 26-án időközi polgármester-választást tartottak, az előző polgármester lemondása miatt.

## Népesség
A település népességének változása:
| Lakosok száma | 291  | 282  | 270  | 255  | 261  | 261  | 266  |
|               | 2013 | 2014 | 2015 | 2021 | 2022 | 2023 | 2024 |

A 2011-es népszámlálás idején a nemzetiségi megoszlás a következő volt: magyar 97,8%, cigány 1,78%. A lakosok 73,5%-a római katolikusnak, 4,2% reformátusnak, 1% evangélikusnak, 4,2% felekezeten kívülinek vallotta magát (17,1% nem nyilatkozott).
2022-ben a lakosság 92,7%-a vallotta magát magyarnak, 1,1% németnek, 0,4% cigánynak, 0,4% románnak, 0,4% szlováknak, 1,9% egyéb, nem hazai nemzetiségűnek (6,9% nem nyilatkozott; a kettős identitások miatt a végösszeg nagyobb lehet 100%-nál). Vallásuk szerint 51,3% volt római katolikus, 2,3% református, 2,3% evangélikus, 0,4% görög katolikus, 1,9% egyéb keresztény, 2,3% egyéb katolikus, 9,2% felekezeten kívüli (30,3% nem válaszolt).

## Nevezetességek

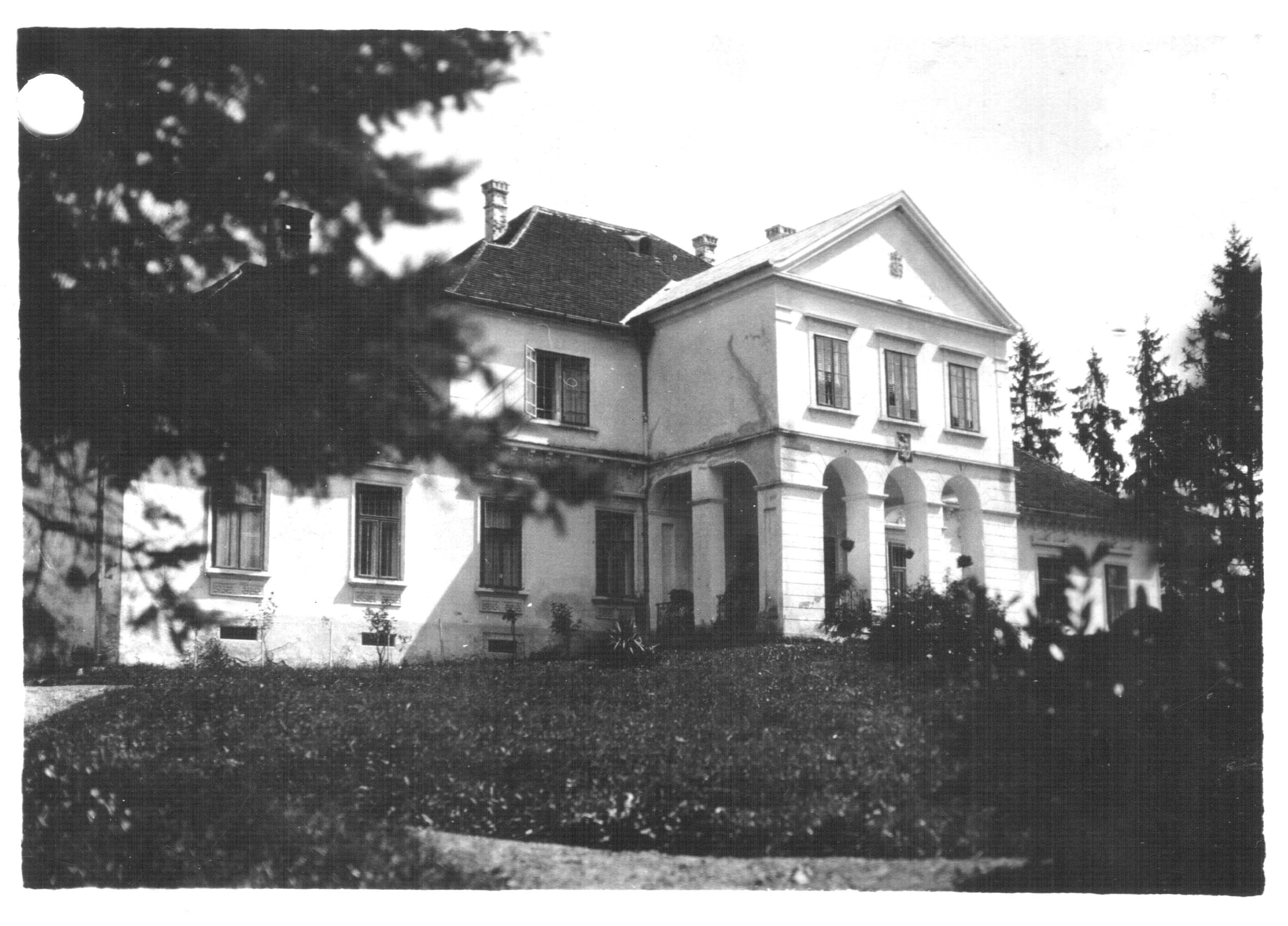
A kastély 1939-ben

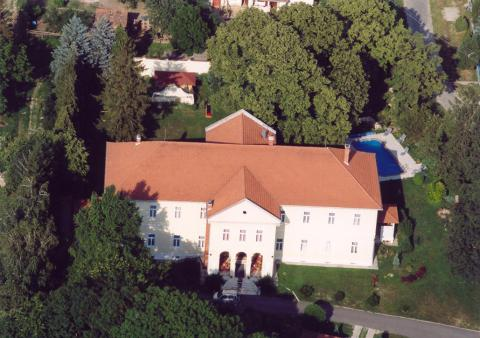
A kastély légi felvételen

- Fábiánics-kastély: a korábban romos állagú épület felújítása után ma kastélyszálló üzemel benne.
- Körhalastó, körülötte pihenőpark, játszótér.

## Misefa falurészei

### Régi falu
Az 1940-es évek végéig ez a terület felelt meg Misefa falunak. Hagyományos falu, 100 fő körüli lélekszámmal. A házak életkora, stílusa vegyes képet mutat. Nevezetességei – harangláb, faluház – csak helyi jelentőséggel bírnak.

### Major
A Fő utcáról a haranglábnál keleti irányba letérve a Béke utcán találjuk magunkat. Haladva tovább, a Foglár-csatorna hídján átkelve kezdődik a misefai major. A hídról már látható a kastély, és a gyűrű alakú körhalastó, közepén beton emelvénnyel, mely falunapokon koncertek tartására szolgál.
A második világháború után a kastély majorsági épületeit lebontották. Az épületek helyére egyrészt vályogból (vert fal, tömés), másrészt az elbontott épületek tégláiból lakóházakat emeltek az itt lakók. Az ötven-hatvanéves épületek mögött, a hegyoldalban fekszik a falu szépen gondozott temetője. A temető oldalában még áll egy öreg kocsányos tölgy, mely a Zalában valaha gyakori Illír jellegű gyertyános-tölgyesek itteni hírmondója.

### Újsor
A második világháború után közös tanács vezette Misefát és a környező településeket nagykapornaki központtal. Tanácsi döntéssel építési telkeket alakítottak ki Nagykapornak Misefa felé eső része folytatásában, Misefa akkori külterületén (Ország utca nyugati oldala). A telkeken szintes társasházak és családi házak épültek. A terület jellegében, stílusában inkább Nagykapornakhoz, mintsem Misefa régi részeihez hasonló.
Az ezredfordulón a misefai önkormányzat új utcát nyitott az Ország utcától nyugatra, azzal párhuzamosan. A lakóházakkal szemben találjuk a misefai halastavat, mely az elmúlt időszak szárazsága alatt térfogatának mintegy kétharmadát veszítette el. A tavat a Foglár-csatorna táplálja, mely az ezredfordulóra időszakossá vált, az év tél végi és kora tavaszi hónapjainak kivételével száraz a medre. A tó és Nagykapornak közé beszorítva kapott helyet Misefa „szabadidő-központja” (fa játszótér, betonos focipálya, teniszpálya).

## Környezetvédelem, természetvédelem
- A halastó számos védett madár, így a nagy kócsag, a szürke gém, a fehér gólya és a tőkés réce élőhelye.
- A község külterületén, a falutól dél-nyugatra folyamatban van helyi jelentőségű természetvédelmi terület kijelölése (védett és fokozottan védett orchideák élőhelye)
- Ipari szennyezés nincs a faluban, az istállózó állattartás visszaszorulóban van. A mezőgazdaságban használatos vegyszerek terhelik a talajt.
- A falut valaha övező természetes erdők a termelőszövetkezetek rablógazdálkodása következtében szinte teljesen eltűntek. Helyükön szántóföld, kaszáló, ritkább esetben akácos képződött.
- A globális klímaváltozás Misefán is éreztette a hatását. A halastó kiszáradóban volt, a Foglár-patak időszakossá vált. (Az elmúlt évek igen csapadékos időjárása egyelőre megfordította ezt a folyamatot. Kérdés azonban, hogy tartós lesz-e ez a fordulat.)
- Problémát jelent még számos illegális szemételhelyezés a falu külterületén.